# Carmen de Pedro
Carmen de Pedro (Madrid, 10 de marzo de 1917 – Francia, 9 de septiembre de 1994) fue una dirigente española de la Delegación del Comité Central del Partido Comunista de España en Francia.

## Trayectoria
Nació en Madrid y fue mecanógrafa y taquígrafa de profesión. En Madrid, perteneció al aparato técnico del Comité Central del Partido Comunista de España donde fue administrativa. En la sede de Barcelona hizo funciones de secretaria del político italiano Palmiro Togliatti. En 1939, cuando tenía alrededor de 22 años, tuvo que exiliarse a Francia al terminar la guerra civil española igual que hicieron cientos de compañeros de partido, incluida la dirección encabezada por Francisco Antón y Antonio Mije. Estuvo destinada en la embajada chilena en París tramitando visados de salida para los dirigentes del partido, también colaboró en una oficina de refugiados e inmigración de la Unión Soviética en el Barrio Latino, donde fue compañera de Santiago Álvarez Gómez, Aurora Andrés, primera secretaria de Dolores Ibárruri y Aurora Arnaiz.
En Francia, los partidos comunistas fueron ilegalizados después del pacto Ribbentrop-Mólotov. Francisco Antón, fue detenido y llevado al campo de internamiento de Vernet d'Ariège y el partido quedó en manos de Antonio Mije, que huyó a México y dejó a Luis Delage al frente, pero éste, que pensaba huir a Cuba por el miedo a ser detenido, se reunió antes con varios compañeros entre los que se encontraban De Pedro y Lise Ricol, encomendándoles ocuparse del trabajo político y de la dirección de las Juventudes Socialistas Unificadas respectivamente.
En aquel tiempo, De Pedro conoció al líder comunista navarro Jesús Monzón que se convirtió en su compañero sentimental y junto al que se encargó de la organización del partido en Francia. En diferentes textos se considera que Monzón se acercó a De Pedro con la intención de tomar las riendas del núcleo francés del partido. En cualquier caso, De Pedro fue la responsable de la Delegación del Comité Central del PCE, que se estableció en Marsella, zona controlada por el régimen de Vichy. Durante su mandato, se buscó incrementar el número de militantes dentro del republicanismo español, se sentaron las bases para crear una resistencia armada en España y con el impulso de Jesús Monzón, se creó la organización antifranquista Unión Nacional Española, que pretendía dar cabida a un amplio abanico de las fuerzas políticas españolas, incluidos sectores de la Falange, para combatir el franquismo desde el interior.
Huyendo de la Gestapo y de la policía de Vichy, en febrero de 1943 pasó, junto a Manuel Azcárate, a Suiza. Aprovecharon la estancia para facilitar las comunicaciones, entrevistarse con la oposición monárquica, potenciar internacionalmente el movimiento y conseguir recursos económicos. Mientras que De Pedro estaba en Suiza, Monzón marchó a Madrid con la intención de seguir controlando el partido desde allí. Se produjo entonces la ruptura de la relación sentimental, aunque continuaron teniendo contacto político. Cuando el sur de Francia fue liberado del dominio nazi, se instaló en Toulouse donde conoció a Agustín Zoroa con quien acabó casándose. Zoroa llegó a ser el rival político de Monzón.
Representando al PCE, De Pedro formó parte de la Comisión de Trabajo que preparó la Operación Reconquista de España que se puso en marcha en octubre de 1944 y pretendía, una vez derrotados Hitler y Mussolini, liberar el territorio español penetrando desde Francia por el valle de Arán con ayuda de las fuerzas aliadas, pero la invasión solo duró 10 días y el 28 de octubre se dio la orden de retirada. La operación fue un fracaso que Santiago Carrillo aprovechó en 1945 para quitar a Monzón el control del partido acusándole especialmente a él, pero también a De Pedro y Azcárate de haber tomado decisiones por su cuenta sin el respaldo del Comité Central del PCE y de tener un montón de infiltrados en la organización. Tampoco se les reconoció su tarea de reconstruir el partido y se les acusó de haberse negado a dar explicaciones de sus actos.

## La purga
Carrillo interrogó a las personas que habían colaborado con Monzón con la intención de que declararan en su contra. Algunas fueron relevadas de sus puestos de responsabilidad o expulsadas del partido, pero las medidas que se aplicaron a De Pedro fueron mucho más severas que las aplicadas a quienes no habían tenido una relación tan estrecha con él y sus interrogatorios fueron más duros. En un principio, se la separó del cargo y se la aisló, por lo que durante los cinco primeros años del proceso se resistió a colaborar, guardó silencio y renunció a defenderse por miedo a represalias y enfrentamientos con la dirección. En 1950, ella y Azcárate fueron interrogados acerca de sus actividades políticas y también personales entre 1940 y 1945. Carrillo la acusó de haber dado un "golpe de estado" contra la dirección del Buró Político, de haber convertido a la Delegación Española en Francia en una banda mafiosa, de haberse dejado guiar por su instinto de mujer y no por su deber como militante del partido, de confundir el amor con la política, de haberse rendido ante la solicitud de Monzón de que viajara a Suiza con Azcárate dejándole vía libre, de pretender presentarse en Grenoble como el auténtico Comité Central encargado de dirigir el partido y de ocultar documentos de la dirección.
A partir de entonces, las sesiones se endurecieron y llegó a utilizarse tortura psicológica. Se le acusó de haber sido la responsable de que se incumplieran unas directrices que nunca habían existido, de haber creado una dirección paralela sin autorización del Buró Político mientras que anteriormente miembros de la cúpula habían alabado su gestión. También de haber hecho a Monzón dirigente en Francia contra la decisión de la dirección del partido y de haber elevado a cargos de responsabilidad a intelectuales podridos llenos de vicios. Derrotada, admitió que cegada por la vanidad había cometido todo aquello de lo que se la acusaba. Carrillo llegó a decirle que tenía una mentalidad psicológicamente “tan complicada, tan anormal, tan extraña” que no se parecía a las demás personas. Que era “un ser enfermo moralmente”. Ella reconoció que se había convertido en un instrumento de Monzón, que había hecho daño al partido y acabó firmando una autoconfesión al gusto de Carrillo. También manifestó su intención de remitir al partido la foto que le había enviado Dolores Ibárruri porque no se consideraba digna de tenerla, esperando hacerse digna de ella en un futuro. Fue expulsada del partido y desapareció. Gimeno admitió haberla visto unos años después en París en un acto de intelectuales, pero después, nadie volvió a saber de ella. Falleció en Francia el 9 de septiembre de 1994.
Fue militante de la Unión de Mujeres Antifascistas en Francia.

## Reconocimientos
Su historia, junto a otras, está recogida por Almudena Grandes en la novela de 2013, Inés y la alegría.